# Осса (гора)
Осса (англ. Mount Ossa) — найвища точка австралійського штату Тасманія. Абсолютна висота гори над рівнем моря становить 1614 м. Розташована на території національного парку «Крейдл-Маунтін-Лейк-Сент-Клер». Сучасна назва гори з'явилась на картах 1860-х років тасманійського геолога Чарльза Гуда, який по традиції назвав місцеву гору класичним грецьким ім'ям. Першими гору підкорили Роберт Еварт та Педді Харнет.

## Галерея

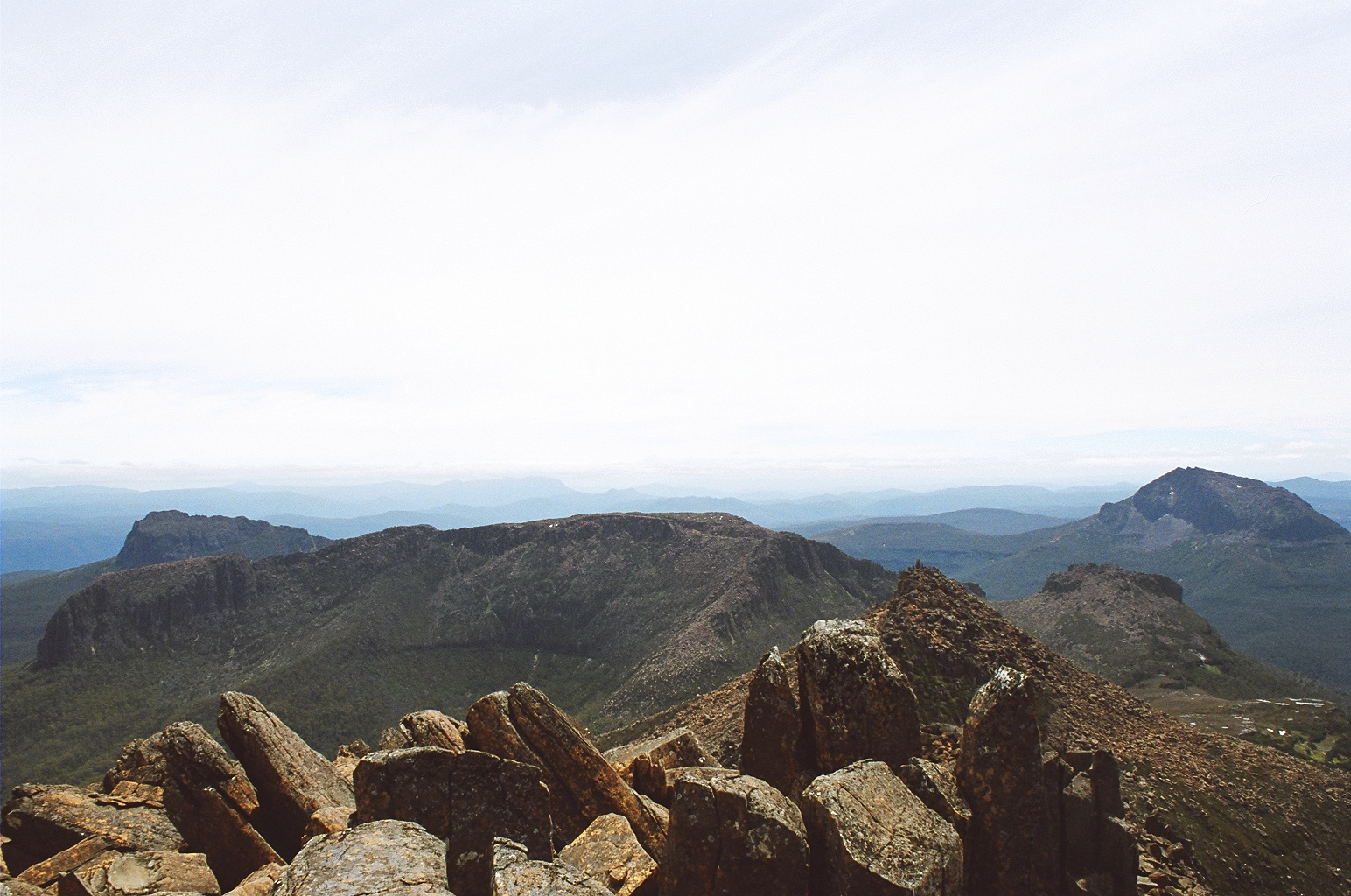
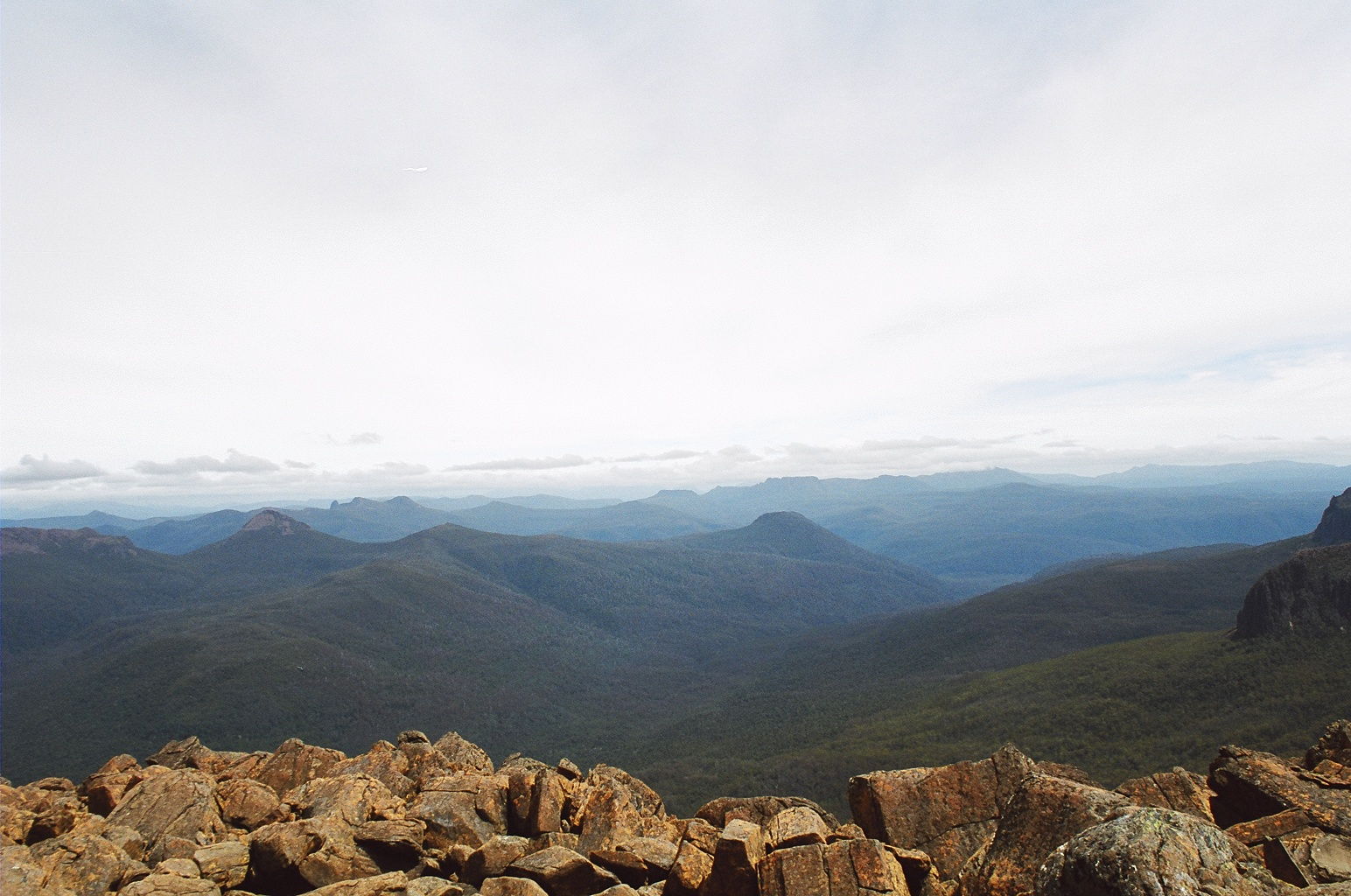
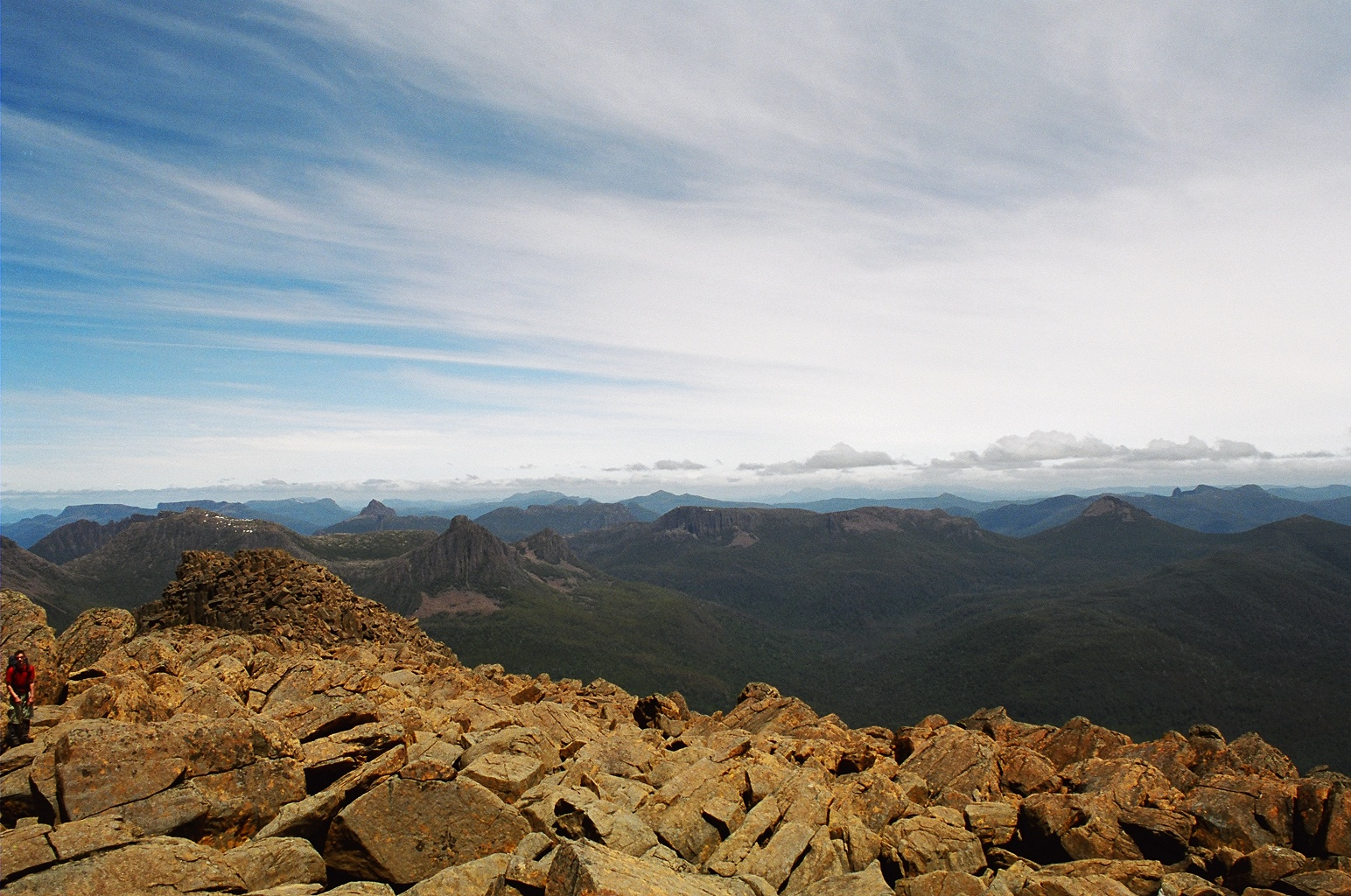
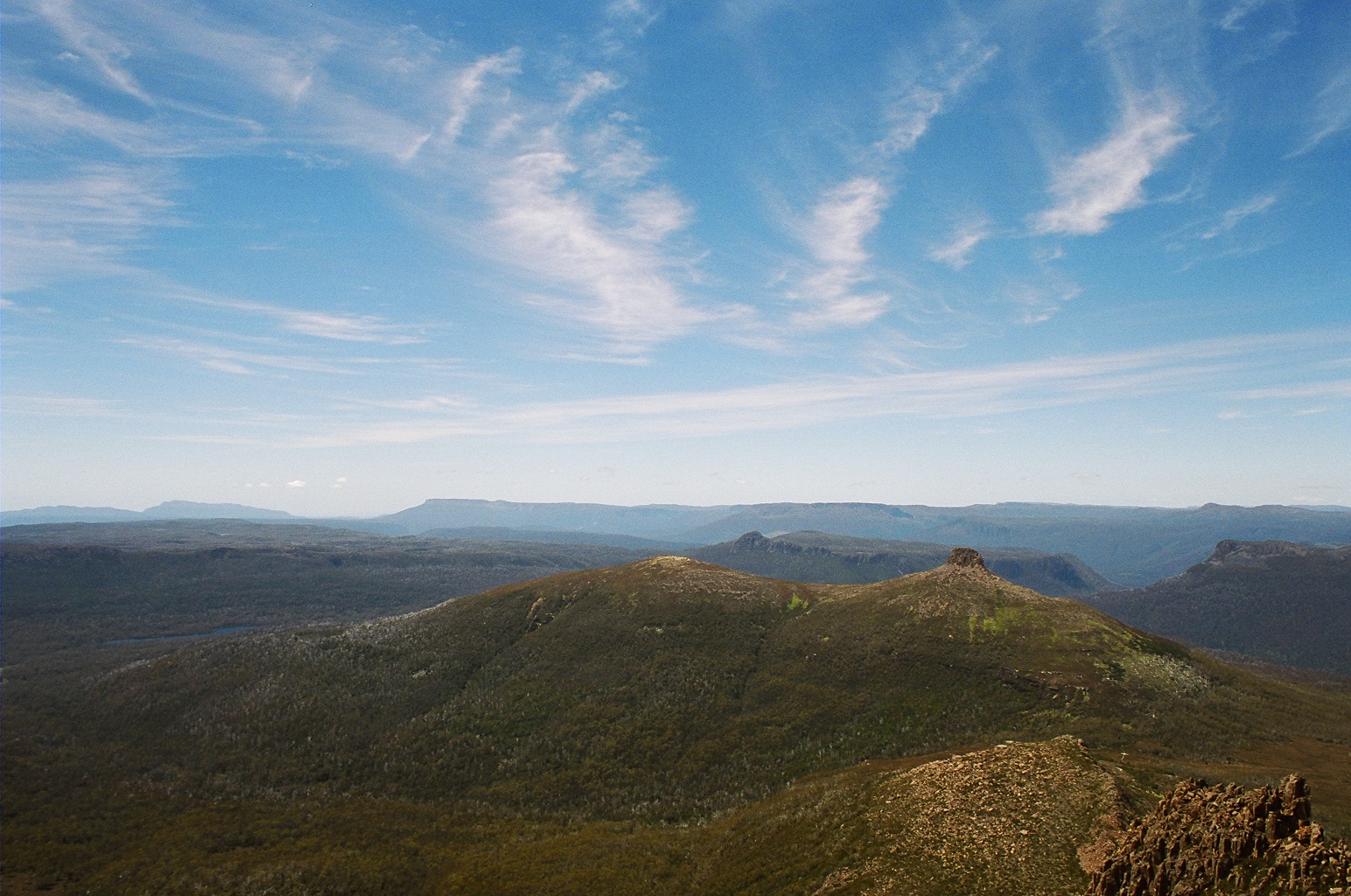
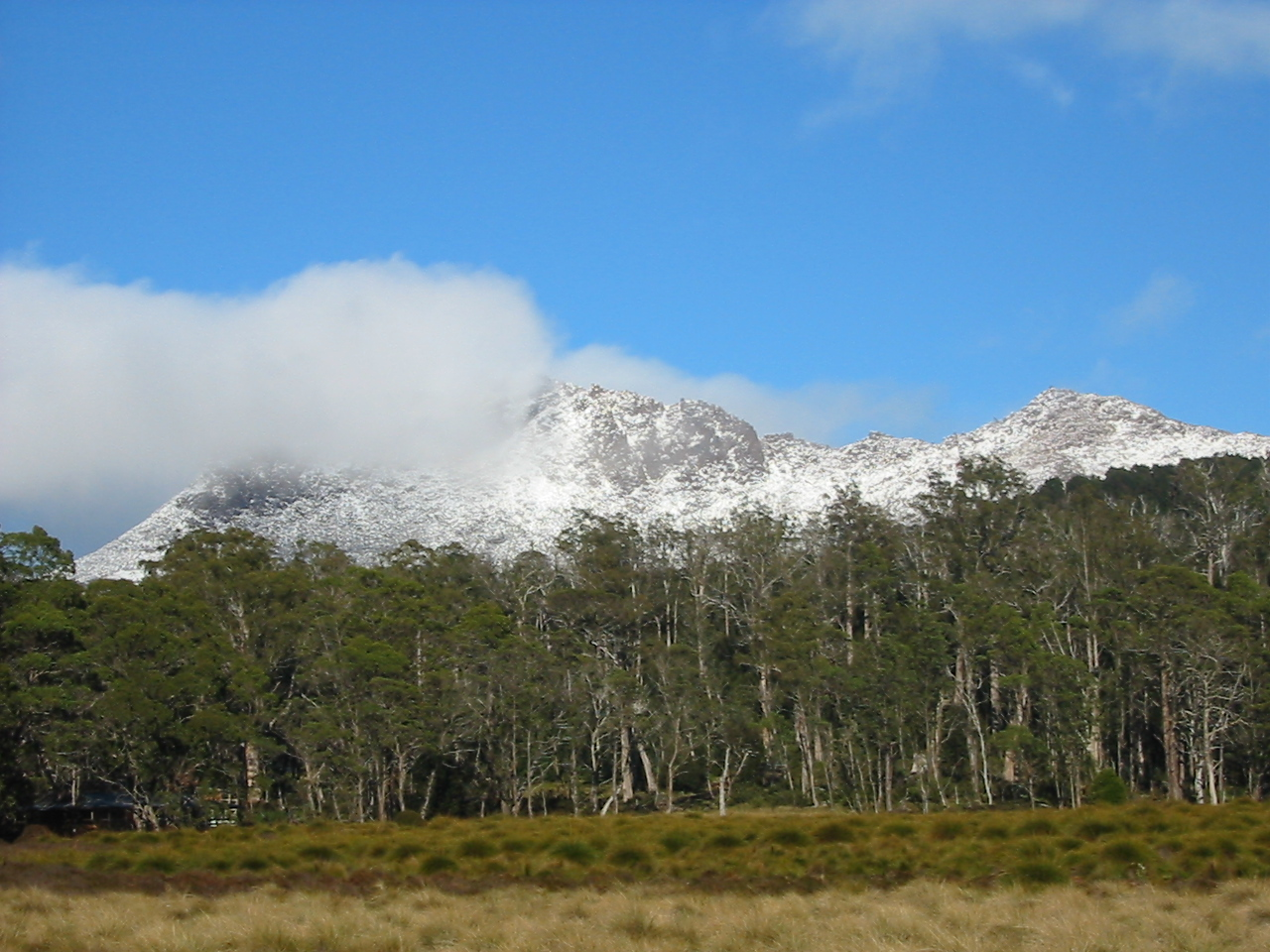
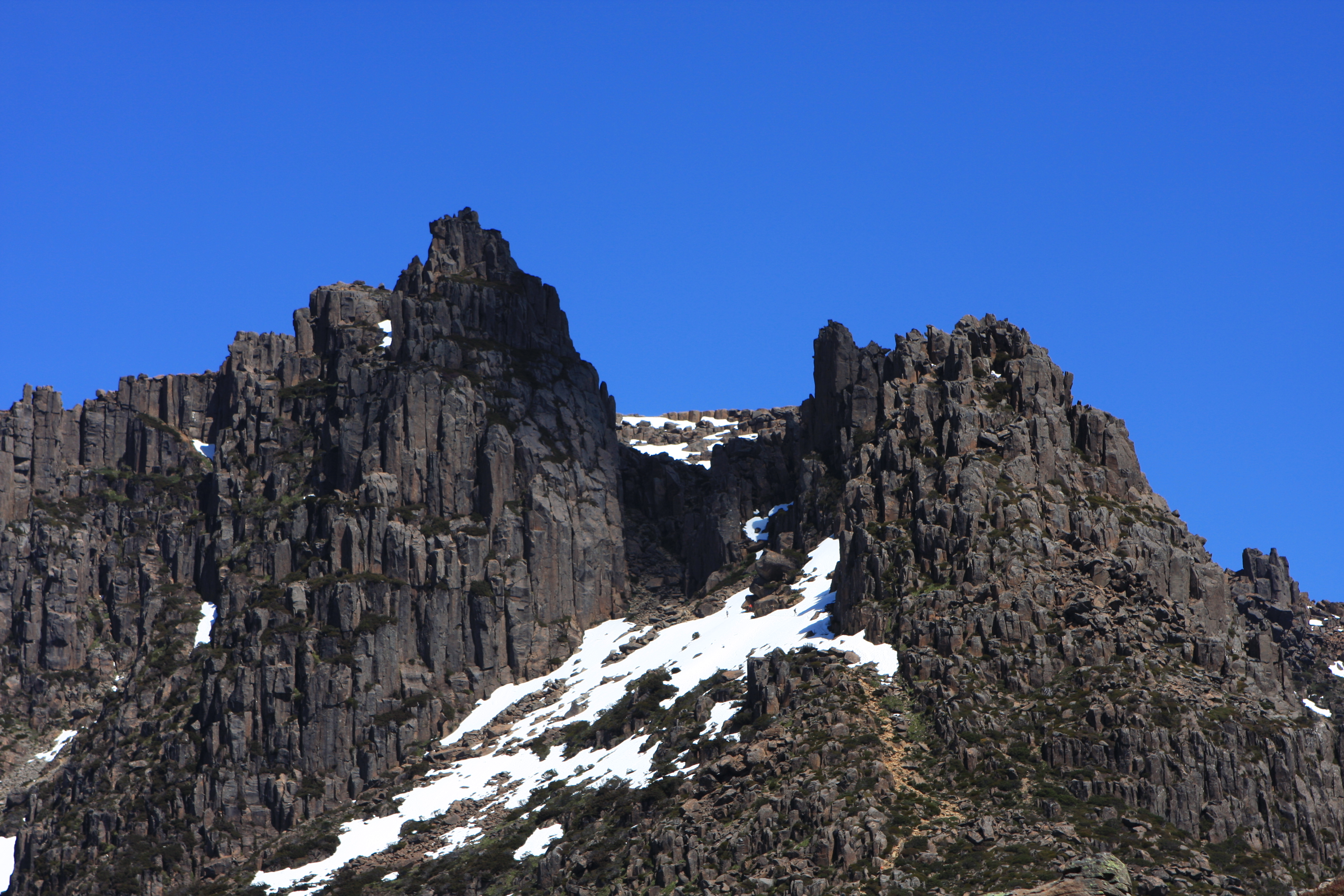
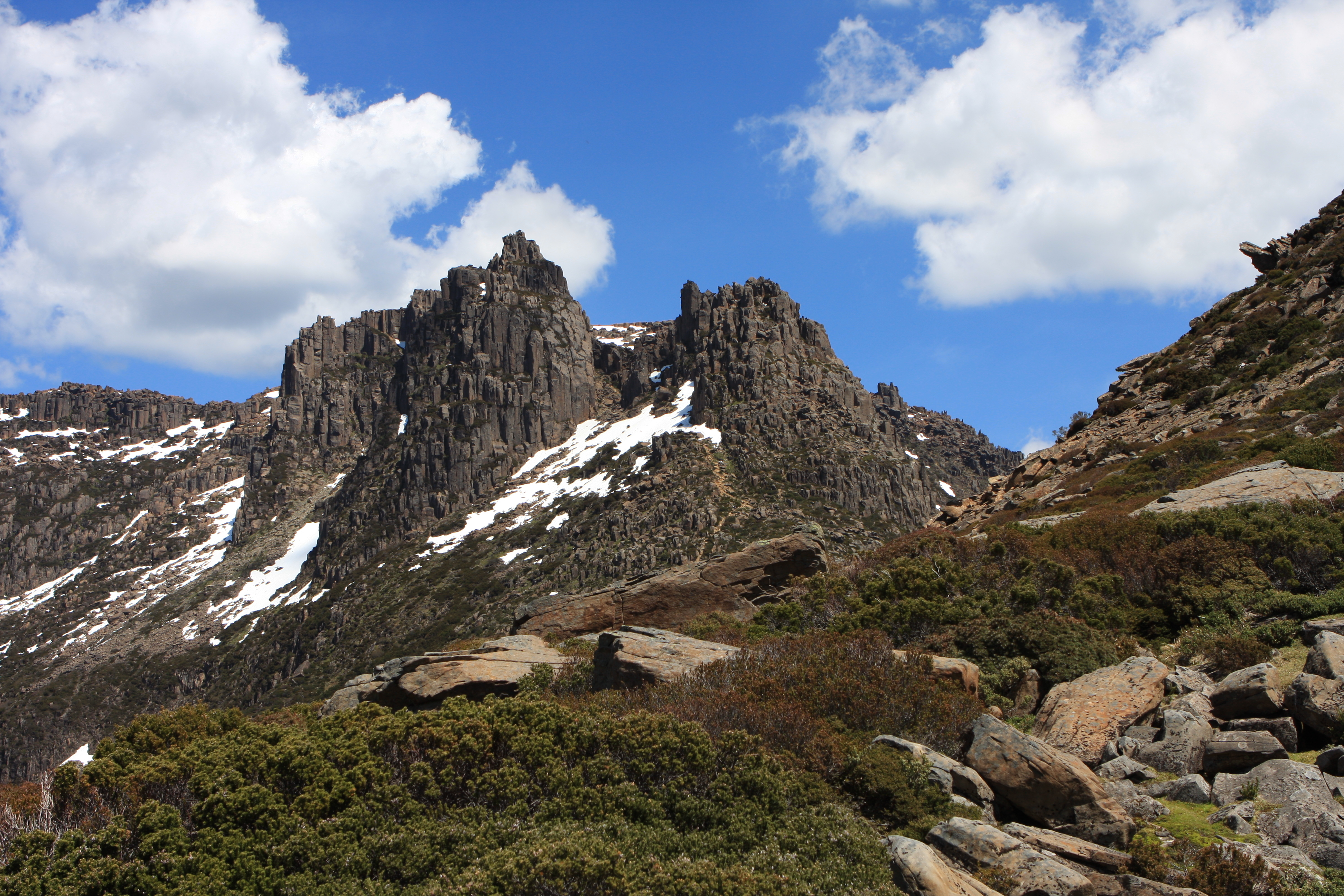
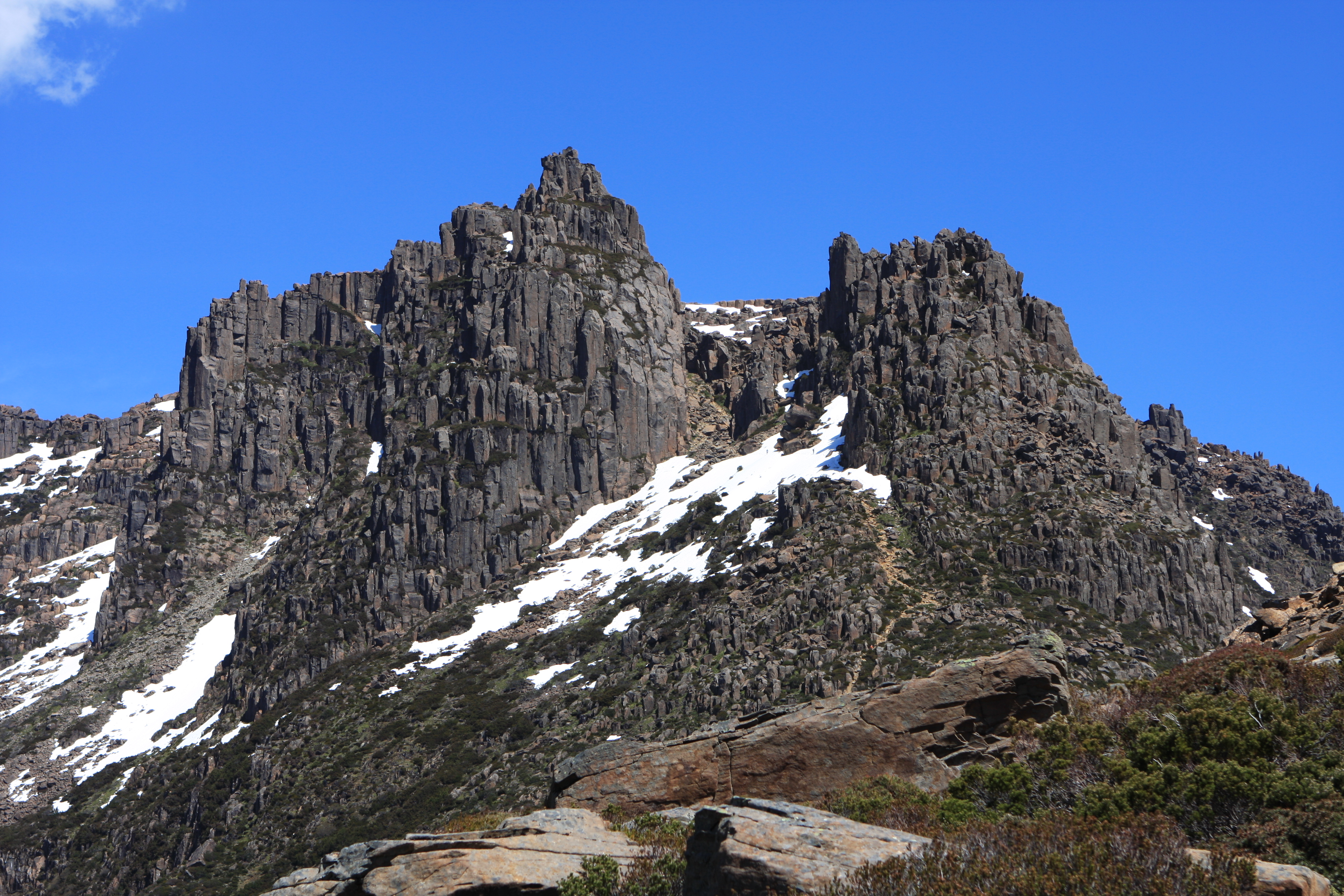